# 普里亞坎·賈坎特
普里亞坎·賈坎特（1992年8月2日—），小名Yiiiwha，現為泰國第3電視台旗下女演員及模特。代表作有《雲之舞》。

## 個人簡歷
Yiiiwha於1992年8月2日出生於泰國清邁的沙孟縣，高中畢業於Samoeng Pittayakhom School，大學於塔亞武里皇家理工大學的工商管理學院取得學士學位。
Yiiiwha憑藉她的多才多藝，無論是泰式舞蹈、唱歌還是跳舞，都成功讓她取得了進入娛樂圈的入場券。她發跡於2009年的泰國妙齡小姐，並在該競賽中奪得第五名，隨後又於2012年的"Miss Gossip Girls 2012"中榮獲亞軍，又在就讀大學時期勇奪"Miss RMUTL 2012"的殊榮。在加入3台之前，已拍攝了不少廣告以及MV作品。
2016年，Yiiwha的首部電視劇《大地之母之心之光》於3台晚間檔首播，並在劇中擔綱主演。

## 影視作品

### 電視劇
| 首播年份 | 戲名                   | 戲名   | 播放平台     | 角色               | 備註                |
| 首播年份 | 譯名                   | 原文名 | 播放平台     | 角色               | 備註                |
| 2016年   | 《大地之母之心之光》   |        | Ch3Thailand  | Maylada （Minnie） | 主演                |
| 2017年   | 《泰齋志異》           |        | Channel 3 SD | Mae Oun            | 主演                |
| 2018年   | 《罪惡的女人》         |        | Ch3Thailand  | Ruengrin           | 主演                |
| 2019年   | 《罪孽牢籠》           |        | Ch3Thailand  | Janta              | 主演                |
| 2020年   | 《雲之舞》             |        | Ch3Thailand  | Nulek              | 主演                |
| 2021年   | 《惡狠狠的愛》         |        | Ch3Thailand  | Ramita             | 配角 （2015年拍攝） |
| 2022年   | 《湄公河之靈2022》     |        | Ch3Thailand  | Komedum            | 主演                |
| 2023年   | 《天生一對之命中注定》 |        | Ch3Thailand  | Riam               | 客座演員            |
| 2024年   | 《鬼妻娜娜2024》       |        | Ch3Thailand  | Nak                | 主演                |
| 2025年   | 《虎之歌》             |        | Ch3Thailand  | Thaenrak           | 主演                |
| 待公布   | 《新版苦蜜》           |        | Ch3Thailand  | Kangsadarn         | 主演                |

## 外部連結
- 普里亞坎·賈坎特於Channel 3的簡介[]（泰文）
- 普里亞坎·賈坎特的Instagram帳戶（泰文）
- YouTube上的普里亞坎·賈坎特頻道（泰文）